# Düsenspirale
De Düsenspirale was de eerste achtbaan van Anton Schwarzkopf. Het was een deels overdekte stalen achtbaan die in 1957 na twee jaar eraan gebouwd te hebben in bedrijf werd genomen. 

## Technisch
De attractie had zes afzonderlijke wagens waarin vier personen konden plaatsnemen, in twee rijen van twee. De wagens zagen eruit als auto's. De wagens waren gemotoriseerd, en konden een  maximale snelheid van  40 km/u bereiken. De baanlengte bedroeg ongeveer 320 meter.

## Geschiedenis
De eerste eigenaar van de attractie was de Duitse foorkramer Gottlieb Löffelhardt, die later samen met Richard Schmidt het Duitse attractiepark Phantasialand oprichtte. Door de jarenlange vriendschap tussen Anton Schwarzkopf en Gottlieb Löffelhardt werd in 1975 ook de eerste stalen achtbaan met een gesegmenteerde trein van 5 wagons gebouwd in Phantasialand (dat wil zeggen een trein die uit een vast aantal wagons bestaat, en kan buigen tussen de wagons): de Gebirgsbahn. Later volgden nog veel meer attracties van Schwarzkopf, onder andere Gondelbahn 1001 Nacht, Geister Rikscha, de monorail Phantasialand-Jet en de darkride Silbermine.
Gottlieb Löffelhardt werd op zijn verplaatsingen met de Düsenspirale door Antons broer Franz Schwarzkopf gevolgd om hem te helpen bij de opbouw en afbraak van het complexe systeem, om zo de werking ervan te kunnen waarborgen.
Löffelhardt exploiteerde de Düsenspirale tot 1960. In 1961 werd de Berlijnse foorkramer Klein eigenaar van de attractie. In 1964 stopte de attractie met rondreizen op kermissen en werd de achtbaan in het Oostenrijkse attractiepark Wiener Prater opgesteld. In 1968 vervolgens werd de Düsenspirale verkocht aan een Pools park, en later weer aan een ander park in Hongarije. Ze is echter nooit meer opnieuw geopend.
Waar de Düsenspirale nu is, is onbekend. Er wordt aangenomen dat de attractie werd afgedankt.
Lijst van achtbaanmodellen ontworpen door Anton Schwarzkopf